# Picea farreri
Picea farreri é uma espécie de conífera da família Pinaceae.
Pode ser encontrada nos seguintes países: possivelmente China e Myanmar.
Está ameaçada por perda de habitat.